# Alf Prøysen

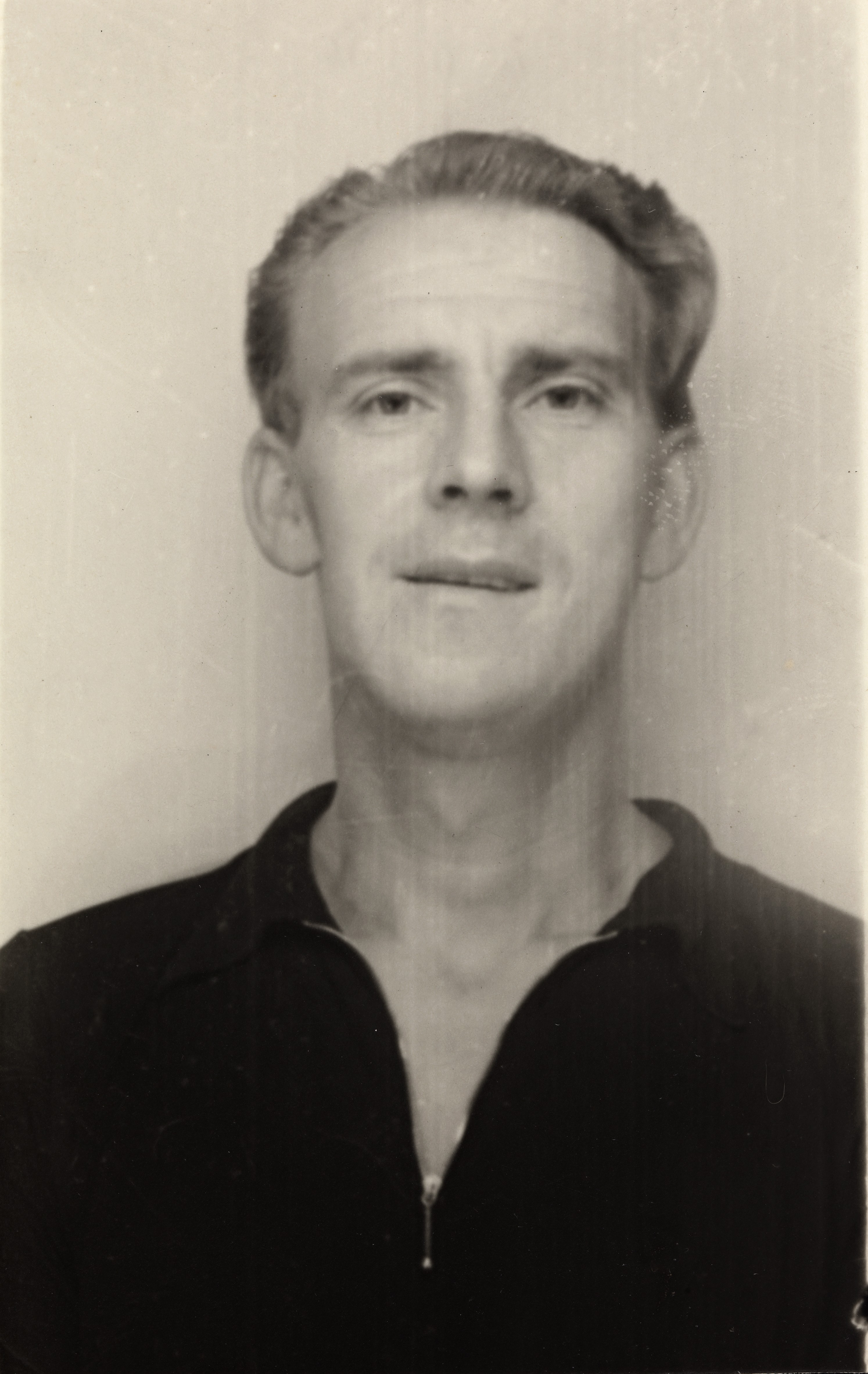
Alf Prøysen

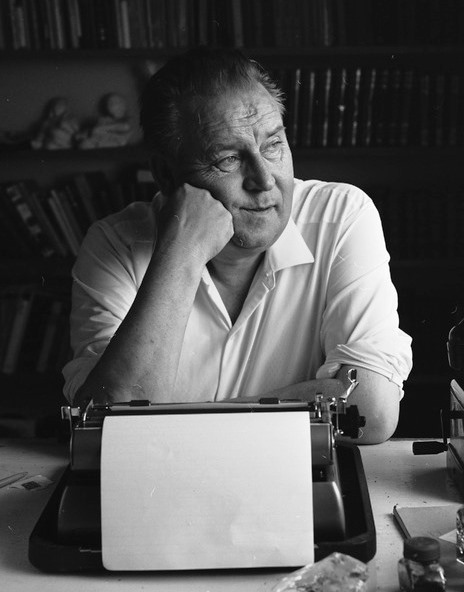
Alf Prøysen, 1964.

Alf Prøysen (ur. 23 lipca 1914,  zm. 23 listopada 1970) – norweski pisarz oraz muzyk. Pochowany na Cmentarzu Chrystusa Zbawiciela w Oslo.

## Wybrana twórczość
- Koziołek, który umiał liczyć do dziesięciu[1]
- Maleńka pani Flakonik
- Znowu pani Flakonik
- Pajacyk i stare zabawki

## Filmowe adaptacje utworów
- Koziołek liczy do dziesięciu – radziecki krótkometrażowy film lalkowy z 1968 roku
- Pani Łyżeczka – japoński serial animowany z 1983 roku